# Agatea violaris
Agatea violaris A.Gray – gatunek roślin z rodziny fiołkowatych (Violaceae). Występuje naturalnie w Malezji, północnej części Nowej Gwinei, na Wyspach Salomona, Nowej Kaledonii, Tonga oraz Fidżi. 

## Morfologia
PokrójZimozielone liany.
LiścieUlistnienie jest naprzemianległe. Blaszka liściowa ma podługowato lancetowaty kształt. Mierzy 9–13 cm długości oraz 4–9 cm szerokości, jest całobrzega lub karbowana na brzegu, ma tępą lub ostrokątną nasadę i wierzchołek od ostrego do spiczastego. Przylistki mają deltoidalny kształt i osiągają 1 mm długości. Ogonek liściowy jest nagi.
KwiatyZygomorficzne, obupłciowe, zebrane w gronach lub wiechach o długości 17–30 cm, wyrastają z kątów pędów lub na ich szczytach. Mają 5 działek kielicha o owalnie podługowatym kształcie i dorastających do 1–2 mm długości. Płatków jest 5, są nierówne, od podługowatych do lancetowatych i mają 3–10 mm długości. Pręcików jest 2–4, zrośnięte u podstawy, nieco nierówne. Zalążnia jest jednokomorowa, ze słupkiem górnym, z maksymalnie trzema owocolistkami.
OwoceTorebki mierzące 10-50 mm długości, o elipsoidalnym kształcie, pękające trzema zdrewniałymi zastawkami.

## Biologia i ekologia
Rośnie w lasach, na wysokości do 1000 m n.p.m.